# NGC 5005
NGC 5005，也稱為科德韋爾29，是位於獵犬座的一個螺旋星系。相較於多條暗淡的塵埃帶，這個星系有著相對來說比較明亮的核心和盤面。這個星系的高表面亮度使得業餘天文學家的大型望遠鏡也可以看見它。
NGC 5005的距離測量有很大的差距，從1億3700萬秒差距 (4億5000萬光年)到3億4600萬秒差距 (11億3000萬光年)，平均大約是2億秒差距 (6億5000萬光年)。

## 核心
NGC 5005包含一個低電離星系核 (LINER)，LINER核包含微弱的電離氣體。LINER輻射的能量來源已經被廣泛的討論過，有些研究認為LINER的能量來源是擁有超大質量黑洞的活躍星系核，也有些認為LINER的能量來源是恆星形成的活動。  

### X射線輻射
對NGC 5005的X射線觀察顯示在它的核心有一個變動的，像是點狀的硬X射線源，此一結果暗示NGC 5005擁有一個超大質量黑洞。這強大、會變動的X射線輻射特徵預期是來自一個活躍星系核內黑洞的炙熱、壓縮氣體。

## 伴星系
NGC 5005和鄰近的NGC 5033是一對有物理關係的星系對。這兩個星系受到彼此間微弱引力影響，但是距離還不至於使彼此在引力交互作用的潮汐力下扭曲變形。

## 註解
1. ↑  R. W. Sinnott, editor. . Sky Publishing Corporation and Cambridge University Press. 1988. ISBN 0-933-34651-4.
2. 1 2 3 4 5 6 7 8 9 10  . Results for NGC 5005.   [2006-08-24]. （原始内容存档于2011-05-14）.
3. ↑  A. Sandage, J. Bedke. . Washington, D.C.: Carnegie Institution of Washington. 1994. ISBN 0-87279-667-1.
4. ↑  L. C. Ho, A. V. Filippenko, W. L. W. Sargent. . Astrophysical Journal Supplement. 1997, 112: 315–390  [2011-01-19]. doi:10.1086/313041. （原始内容存档于2007-03-22）.
5. ↑  Y. Terashima, N. Iyomoto, L. C. Ho, A. F. Ptak. . Astrophysical Journal Supplement. 2002, 139: 1–36. doi:10.1086/324373.
6. ↑  G. Helou, E. E. Salpeter, Y. Terzian. . Astronomical Journal. 1982, 87: 1443–1464  [2011-01-19]. doi:10.1086/113235. （原始内容存档于2019-08-11）.

## 外部連結
- WikiSky上关于NGC 5005的内容：DSS2, SDSS, GALEX, IRAS, 氢α, X射线, 天文照片, 天图, 文章和图片